# 테레자 파익소바
테레자 파익소바(Tereza Fajksová, 1989년 5월 17일 ~ )는 체코의 미인 대회 우승자, 모델이다. 2012 미스 어스 우승자이다.